# Ōgawara (Miyagi)
Ōgawara (大河原町 Ōgawara-machi?) es un pueblo localizado en la prefectura de Miyagi, Japón. En octubre de 2018 tenía una población de 23.716 habitantes y una densidad de población de 949 personas por km². Su área total es de 24,99 km².

## Geografía

### Municipios circundantes
- Prefectura de Miyagi
  - Kakuda
  - Shiroishi
  - Shibata
  - Murata
  - Zaō

## Demografía
Según datos del censo japonés, la población de Ōgawara se ha mantenido estable en los últimos años.
| Año del censo | Población |
| ------------- | --------- |
| 1995          | 21.995    |
| 2000          | 22.767    |
| 2005          | 23.335    |
| 2010          | 23.530    |
| 2015          | 23.798    |